# Podochlus tasmaiensis
Podochlus tasmaiensis är en tvåvingeart som beskrevs av Lars Zakarias Brundin 1966. Podochlus tasmaiensis ingår i släktet Podochlus och familjen fjädermyggor. Inga underarter finns listade i Catalogue of Life.